# Kampanje
Kampanje är en av Hjemmet Mortensen månatligen utgiven norsk tidskrift om media, reklam och marknadsföring samt en tillhörande webbsida. Kampanje uppger sig vara den enda facktidskriften i Norge som riktar sig till "den delen av näringslivet som omfattar specialister med marknadsföring, design, reklam, medier, PR och information som fackområden". Nettoupplagan låg första halvåret 2005 på 7 615 exemplar (Fagpressens opplagskontroll) och antalet läsare var 36 000 (MMI).